# Велика Яромирка

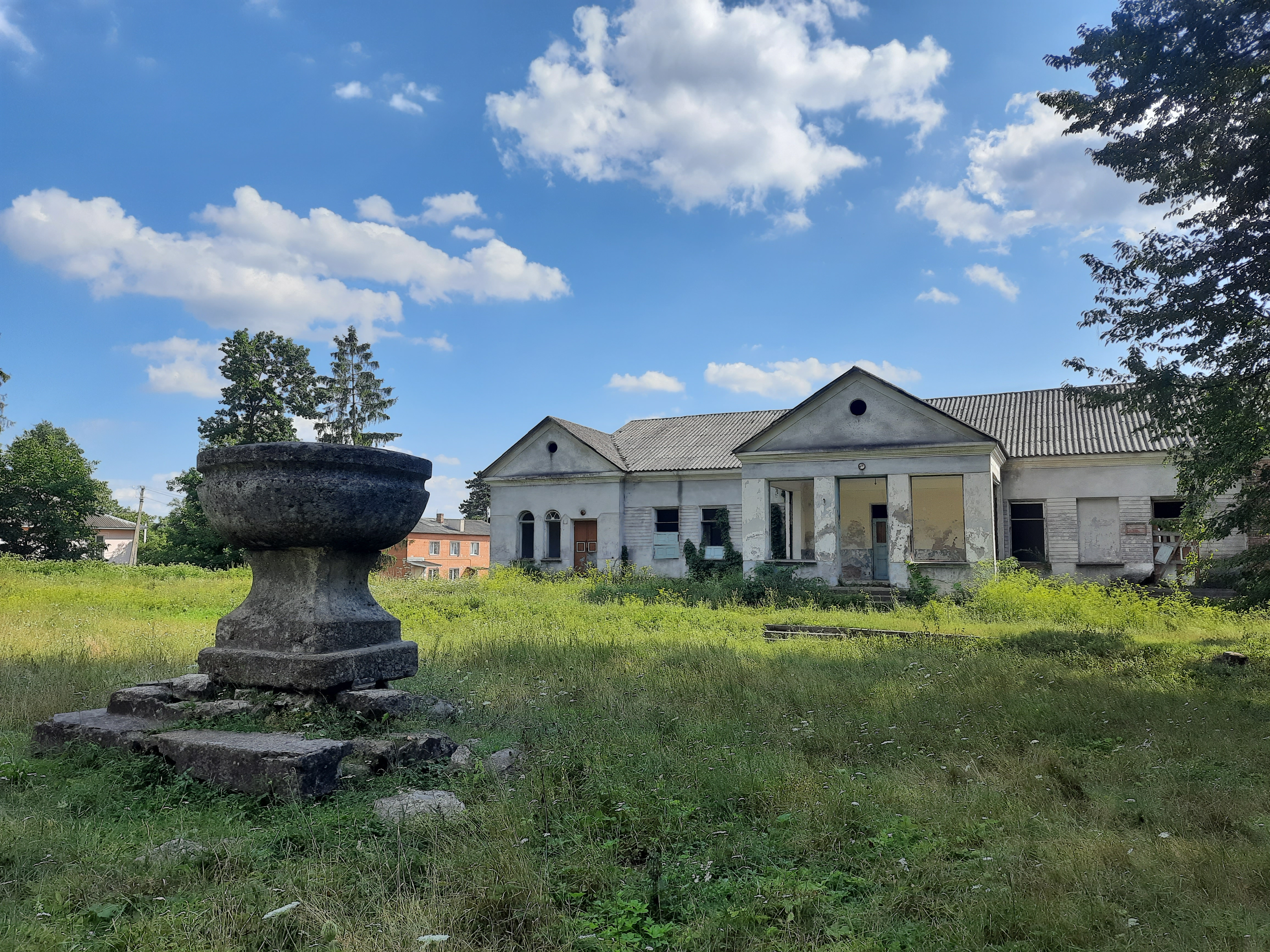
Садибний будинок Садовських

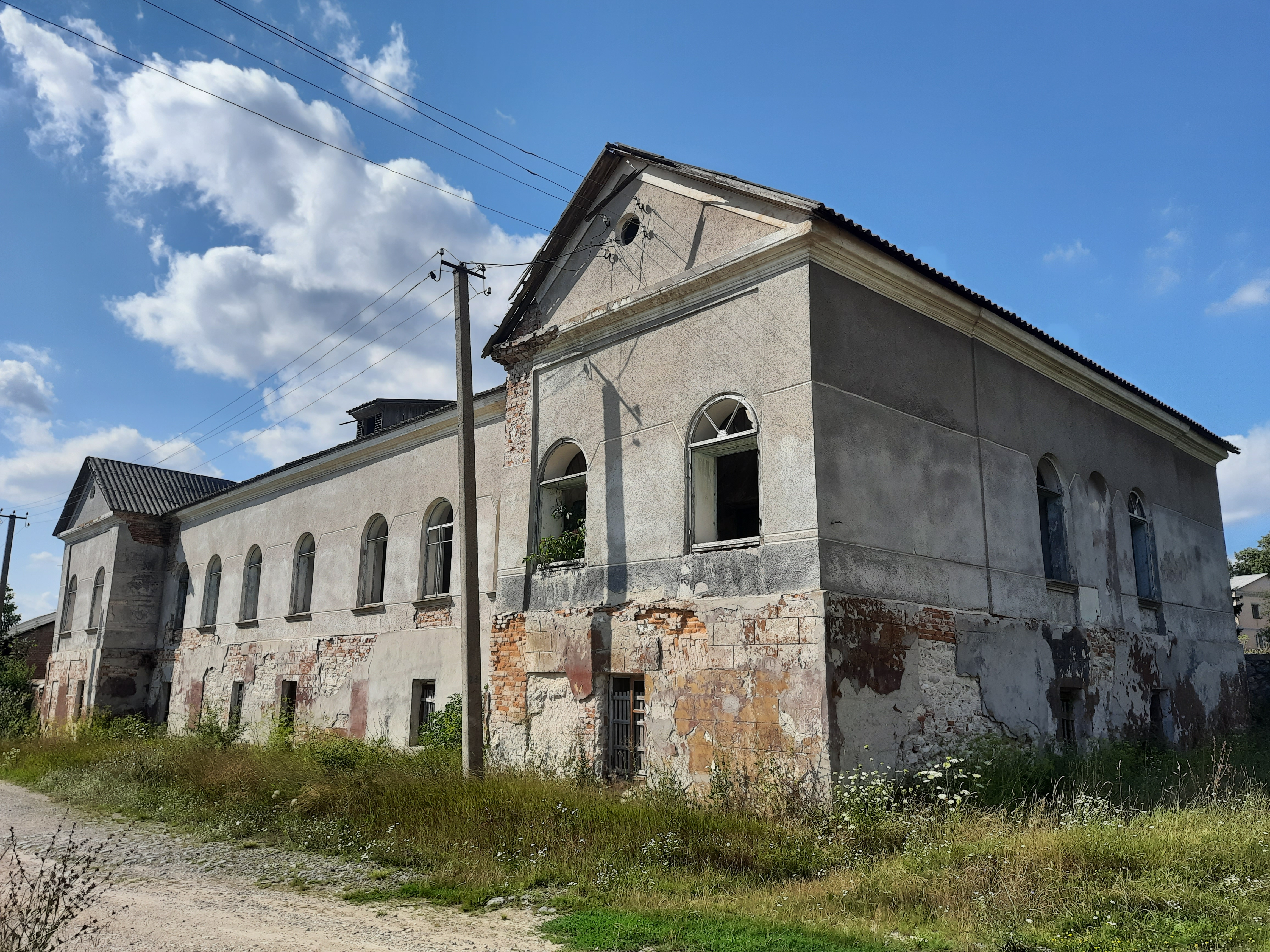
Садибний будинок

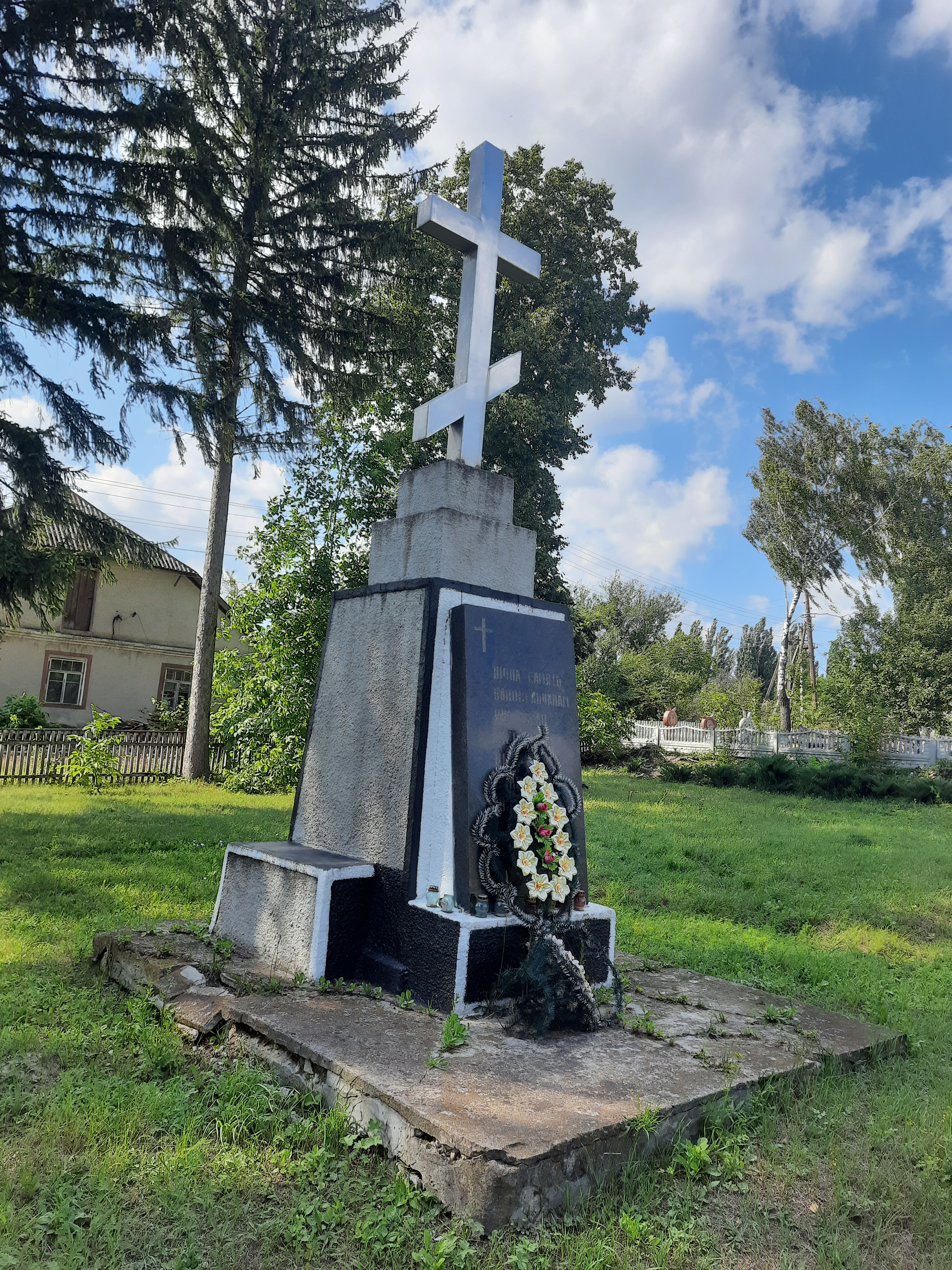
Пам'ятний знак жертвам політичних репресій

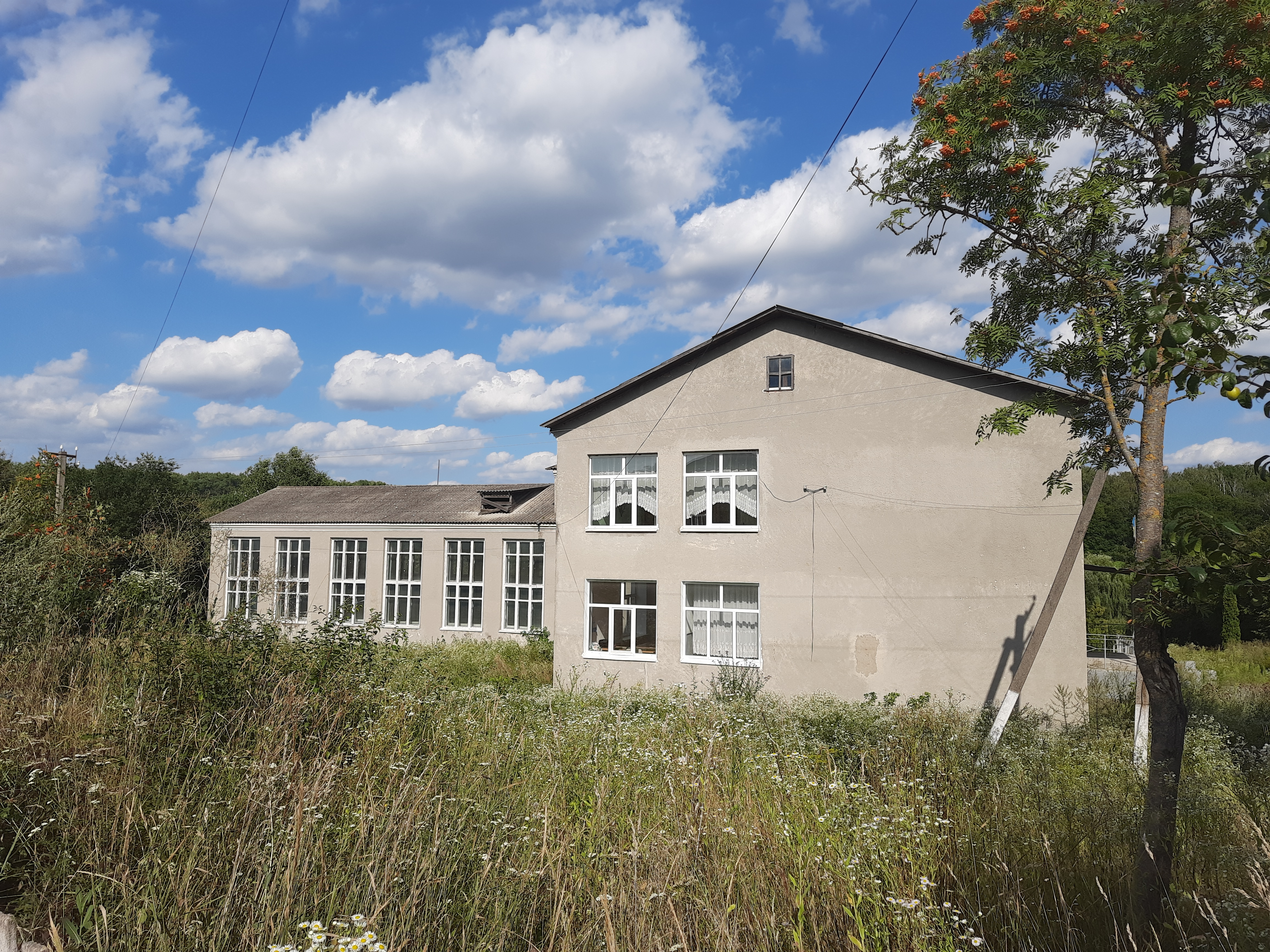
Школа

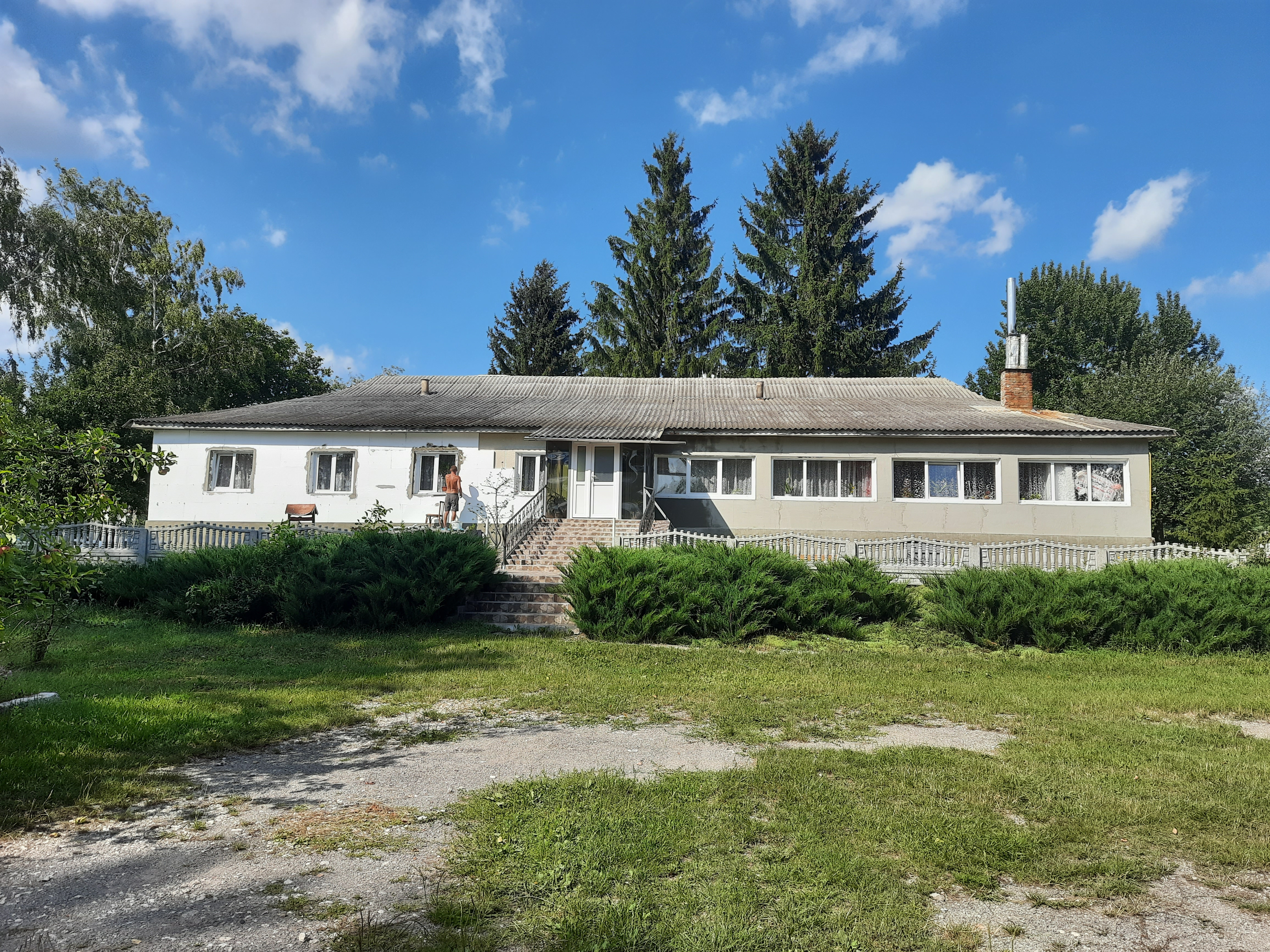
Дитячий садок

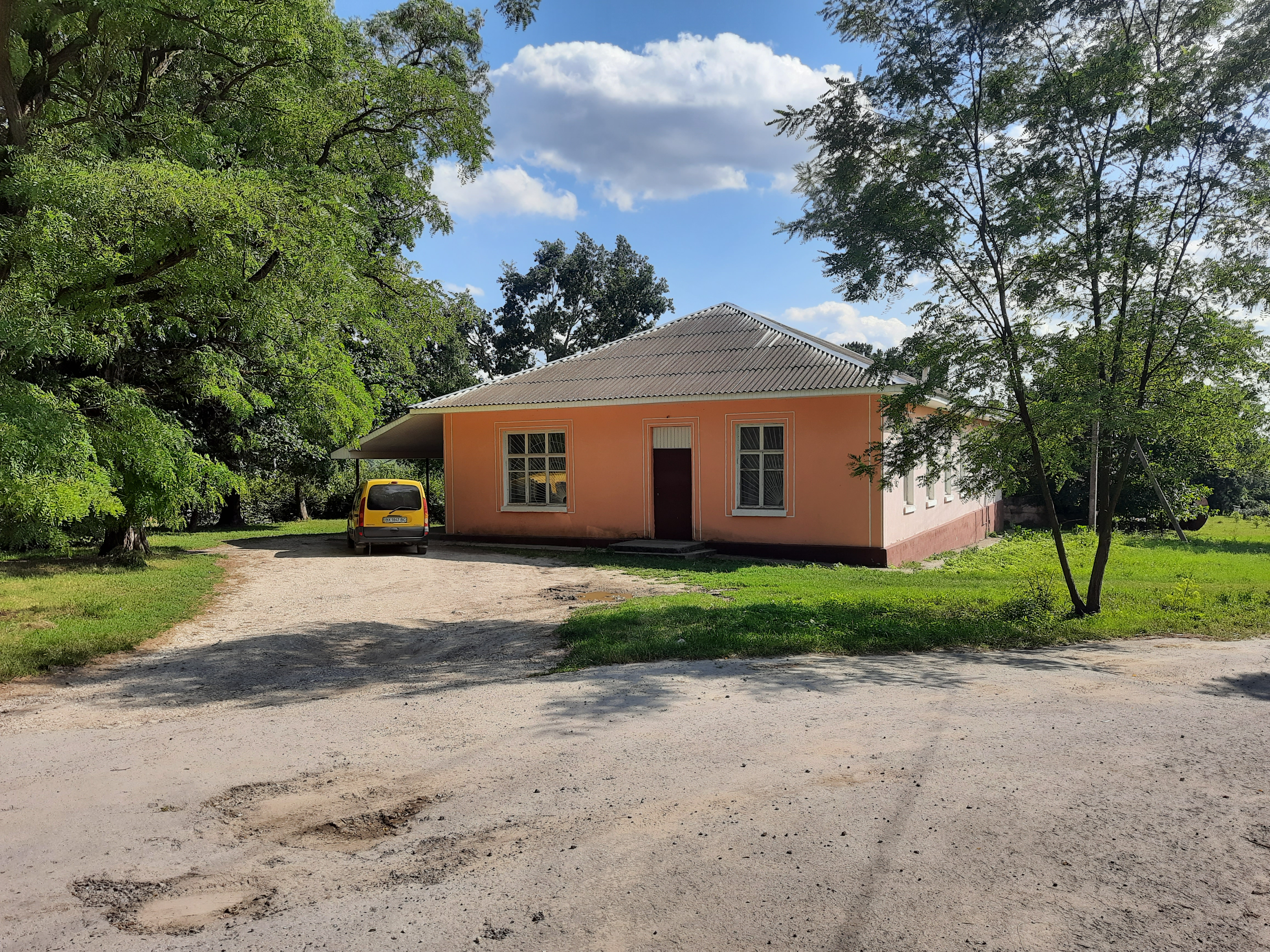
Крамниця

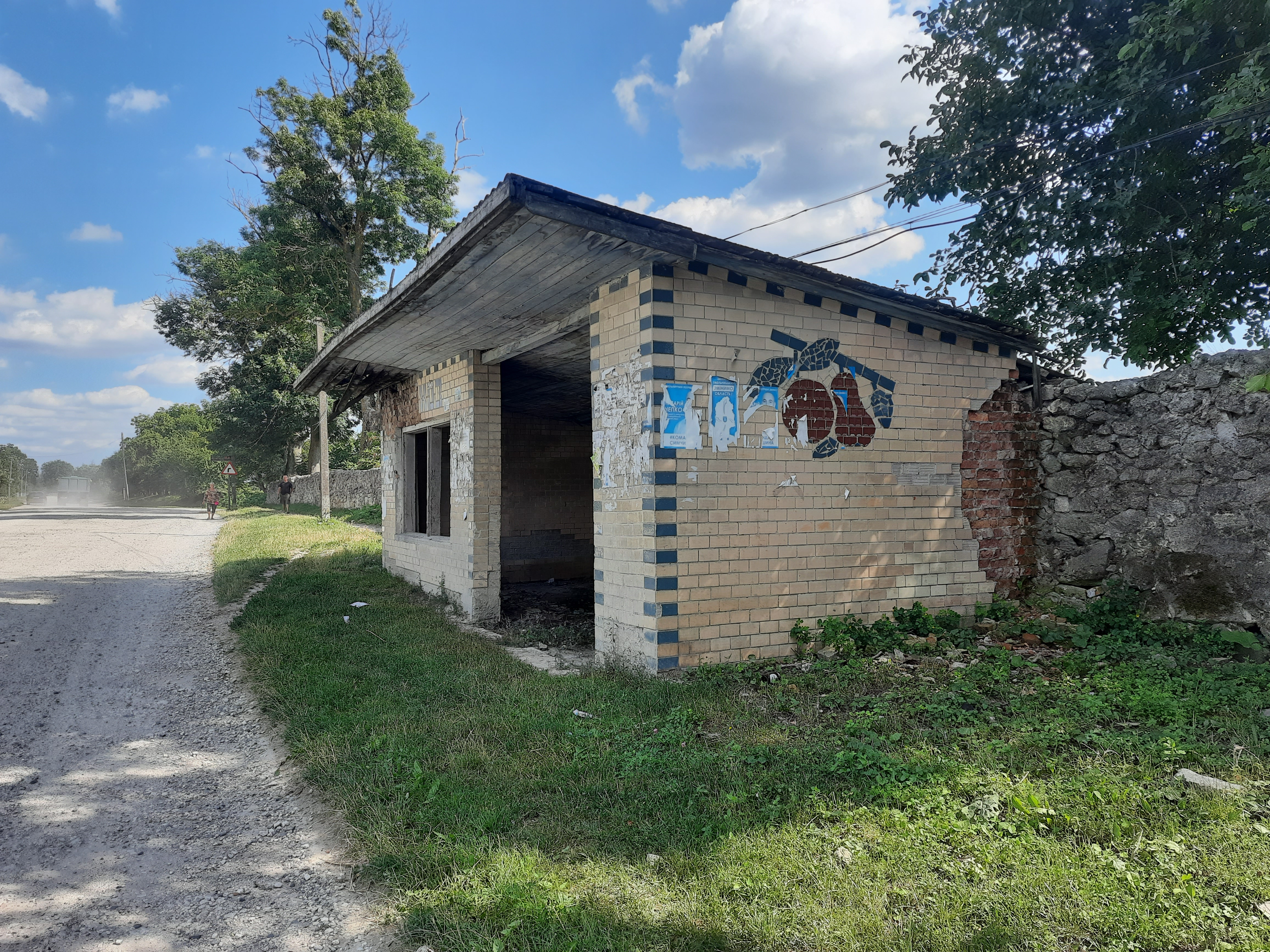
Автобусна зупинка

Вели́ка Яро́мирка — село в Україні, у Городоцькій міській територіальній громаді Хмельницького району Хмельницької області. Населення становить 700 осіб.
Розташоване на Подільській височині між містами Хмельницький — 65 км, та Кам'янець-Подільський — 45 км.

## Опис
Село сягає досить глибоко в історію Поділля, аж до 1403 року. Про події, які відбувалися у селі в далекому минулому, в 1895—1911 роках описував Сіцінський (Січинський) Юхим (Євтим) Йосипович — історик, археолог і культурно-громадський діяч Поділля, православний священик, член історичного товариства Нестора Літописця у праці «Исторические сведения о приходах и церквах Подольской епархии» на сторінках 460—464.
Село розташоване серед горбистого пасма Подільських товтр на березі, колись досить бурхливої та глибокої, сьогодні на привеликий жаль скоріше струмка, річки Яромирка, дякуючи якій, якщо опиратися на легенди та розповіді жителів села, все і почалося. Річка ділить село на дві частини, східна частина, де стоїть церква, називається Велика Яромирка, західна частина — Мала Яромирка.

В'їзд у село

Село навкруги оточують прекрасні краєвиди. Із західної сторони села розлягаються колись панські, потім колгоспні, а тепер помалу перетворюючись на заслужену власність жителів села, широкі лани, з клаптиками лісів, лісосмуг та ставків. Горбиста місцевість надає цьому краєвидові спеціального і неповторного характеру, краси та зачарування. Українські лани, які описані в віршах, поемах, оповіданнях знаних вітчизняних письменників, що називали і порівнювали їх з незвичайною та винятковою природною красою. Михайло Коцюбинський порівнював їх до хвиль на морі, Шевченка захоплювала їхня велич, а Сосюру — місце, життя і дії запорізьких козаків. Вся ця краса і мальовничість присутня тут і справляє велике враження на гостей Яромирки.
На схід від села розлягається пасмо переважно листяних лісів, яке мало і має дотепер велике значення для жителів села. З давніх-давен ліс боронив людей, годував і ще на багато різних способів позитивно впливав на їхнє існування. Ліс також знаходиться на горбистій місцевості, з масою ровів, височин, западин, струмків, полян, та довголітніх дерев, що додає йому додаткової чарівності, таємничості та краси. Тут можна діставати задоволення кожної пори року, або інакше кажучи, це прекрасне місце спокою, відпочинку та відновлення сил. Для грибників і любителів природи це просто рай. Та і знавцям історії і археології тут теж є що звідати. Є тут і Троянів Вал.
Виникнення цього Валу зв'язують з римським імператором Марком Траяном (98 — 117н. е.) Вівши воєнні дії в 101 році н. е. римське військо підбило Дакію (теперішня Румунія і Молдова). І щоб зміцнити завойовану територію вони збудували систему земляних валів, використовуючи при цьому натуральний ланцюг кам'яних пасом. З того часу минуло ХХ століть, але ні люди, ні довгий час не знищили цього потужного пам'ятника давніх часів. Вал тягнеться з північного заходу на південний схід, зачинаючи від Тернопільської області через все Поділля, закінчуючись десь аж за Дністром. В Городоцькому районі Вал бере початок коло пмт. Сатанова і простягається через села: Юринці, Зверхівці, Борщівку, далі через поля Креминої, Лісоводів, у сторону c.Яромирки і Малого Карабчиїва.
Є тут також дивні западини, з розповідей людей, зв'язані з підземними ходами, старі руїни будівель про які навіть нічого не можуть сказати найстарші старожили (наприклад на північ в лісі між м. Городок і с. Яромирка) тощо. Одним словом для любителів активного відпочинку кращого місця годі й шукати, а гостинність і добродушність жителів поможе на мить забути про щоденні турботи.
На фоні цієї природної краси село також оточене селами-сусідами. Так за 6 км з північного заходу розташоване село Лісоводи, з північного сходу за не великою лісовою площею за 14 км, знаходяться м. Городок (Районний центр) і село Лісогірка — 3 км через ліс. 4 км на схід від села знаходиться село Купин. На південь — село Завадинці, яке прилягає до с. Яромирки і на захід села розташовані: Мала Яромирка, Садиби, Дубівка, Івахнівці, Демківці, про що свідчить також Карта Хмельницької області [Архівовано 18 серпня 2007 у Wayback Machine.].
Якщо послужитися мовою цифр і фактів, то на 2006 рік:
село Велика Яромирка  складалася з 390 осель, у яких проживають 1087 людей. З них 311 пенсіонерів і 234 дітей.
село Мала Яромирка складається з 155 осель в яких проживають 401 людей. З них 146 пенсіонерів і 96 дітей.
Сільська рада утворена 01.01.1921 року.
В селі існує Великояромирська середня школа, де вчиться 298 учнів, яка за своє 43 літнє існування через свій поріг випустила близько дві тисячі учнів і 1270 випускників з середньою освітою, дитячий садок, до якого ходить ? дітей, 4 магазини, кафе-бар, медпункт, стадіон, де відбуваються між сільські матчі з футболу і святкування різних урочистостей, церква[недоступне посилання з червня 2019], яка була збудована в 1989 році і звісна річ — багато доброзичливих та щирих людей. З села походить багато видатних людей, які зробили великий слід в історії села і не тільки.
Про це та інше можна буде прочитати тут.

## Символіка
Затверджена в жовтні 2017 р. рішенням сесії сільської ради. Автор — П. Б. Войталюк.

### Герб
Щит поділений срібним лівим перев'язом. В першій лазуровій частині золота гілка яблуні з трьома яблуками в лівий перев'яз. В другій червоній золотий римський шолом. Щит вписаний у декоративний картуш і увінчаний золотою сільською короною. Унизу картуша напис «ВЕЛИКА ЯРОМИРКА» і дата «1493».
Римський шолом і срібний перев'яз — символ Траянового валу, що був побудований римськими легіонерами в цих місцях і тягнувся від Яромирки до Сатанова. Гілка з яблуками — символ місцевих садів. Корона означає статус населеного пункту.

### Прапор
Квадратне полотнище поділене від нижнього древкового кута білою діагональною висхідною смугою шириною в 1/10 від ширини прапора. На синій древковій частині жовта гілка яблуні з трьома яблуками, на червоній вільній жовтий римський шолом.

## Історія села
На сьогодні існує кілька цікавих версій на тему зародження села Яромирка, але яка все ж таки правильна з них? Відповідь залишається в глибокій таємниці за великою брамою минулого. Сумно і те, що скоріше за все цієї відповіді ми можемо так і ніколи не дочекатися.
Якщо посилатися на праці Ю.Сіцінського «Исторические сведения и приходах и церквах Подольской епархии. 1. Каменецкий уезд» — Труды Подольского епархиального историко-статистического комитета, 1895 г., т. 7, то безпосереднім джерелом звістки про місцевість Яромирку відносяться до 1403 р. Він, у свою чергу, посилається на грамоту короля Ягайла з наданням якихось маєтностей (такі грамоти є звичайним джерелом звісток про початки населених пунктів). Ймовірно, що точне посилання можна роздобути і в інших книгах, як «Історія міст і сіл» або «Географічний словник Польського королівства» (цей польською мовою, виданий наприкінці 19 ст.). Натомість в інтернеті є текст написаний польською мовою (сторінка 5), який опирається на документ з 1440 року і в перекладі виглядить, більш-менш так:
13.01.1440 Краків 
Владислав III Варненчик, король Польщі і електор Угорщини, записує Войчєхові Шосткові з Джєтжиховіц 50 гривень у селі Яромирка Смотрицького повіту і вказує на обов'язкову резиденцію його, Войчєха, на цій землі, та його спадкоємців, а також оборони її від ворога.
Справжній документ знаходиться, чи то в Краківському, чи в Варшавському національному музеї, що звісна річ є історичною цінністю Польщі.
При в'їзді в село Яромирка зі сторони c. Лісоводи, на пам'ятнику[недоступне посилання з червня 2019] всередині герба села, є вписаний 1493 рік, як рік першої згадки про село, що вже є, можна сказати, не дійсним. Усе вказує на те, що коли король польський тоді вже знав про існування Яромирки, то село мусило вже існувати не один або два роки. Скоріше за все, що село появилося на багато раніше. На превеликий жаль сьогодні цього ніхто не може підтвердити. Але може хтось…. колись….?!
Більше інформації на цю тему можна прочитати тут.
7 (20) листопада 1917 року, відповідно до Третього Універсалу Української Центральної Ради, увійшло до складу Української Народної Республіки.
З 24 серпня 1991 року село входить до складу незалежної України.
12 червня 2020 року, відповідно до розпорядження Кабінету Міністрів України № 727-р «Про визначення адміністративних центрів та затвердження територій територіальних громад Хмельницької області», увійшло до складу Городоцької міської громади.
19 липня 2020 року, в результаті адміністративно-територіальної реформи та ліквідації Городоцького району, увійшло до складу новоутвореного Хмельницького району.

### Перша версія появи села
На місці сьогоднішнього Яромирського цвинтаря, який розташований на височині, кажуть виникло перше поселення. Тобто є припущення, що все почалося з саме цієї височини, маленького клаптика землі, який, зі своєї географічної точки зору, розташований у дуже доброму місці для поселення людей у давні часи. З одного боку він омивається, кажуть колись досить бурхливою річкою, сьогодні скоріше струмком Яромиркою, а з другого — колись ніби-то великими та непрохідними мочарами — сьогодні також малим струмком, який впадає в р. Яромирку. Уявімо собі на мить ті часи, коли на дикій території, покритій лісом, непрохідними чагарниками, та розлеглими мочарами, де напади, пограбування і насильство грали переважну, якщо не головну роль в існуванні і домінуванні на землі. Люди шукали місця, де природа могла би якомога краще сприяти їхньому безпечному існуванню. Для цього потрібна була наявність близької води та родючої земля і можливість уникнути небезпечних зустрічей з ворогом. А якщо вже така зустріч трапиться, то успішно давати ворогові відсіч з як найменшими для себе втратами. Це добре видно на прикладі багатьох українських старих історичних міст, таких як Кам'янець-Подільський, Смотрич, Сатанів, Меджибіж… У такому випадку наша височина в ті часи була би ідеальним місцем для початку поселення людей, які вибрали місце з родючою землею, захищенну навкруги великими ярами та чагарниками і доступом до необхідної для життя води.

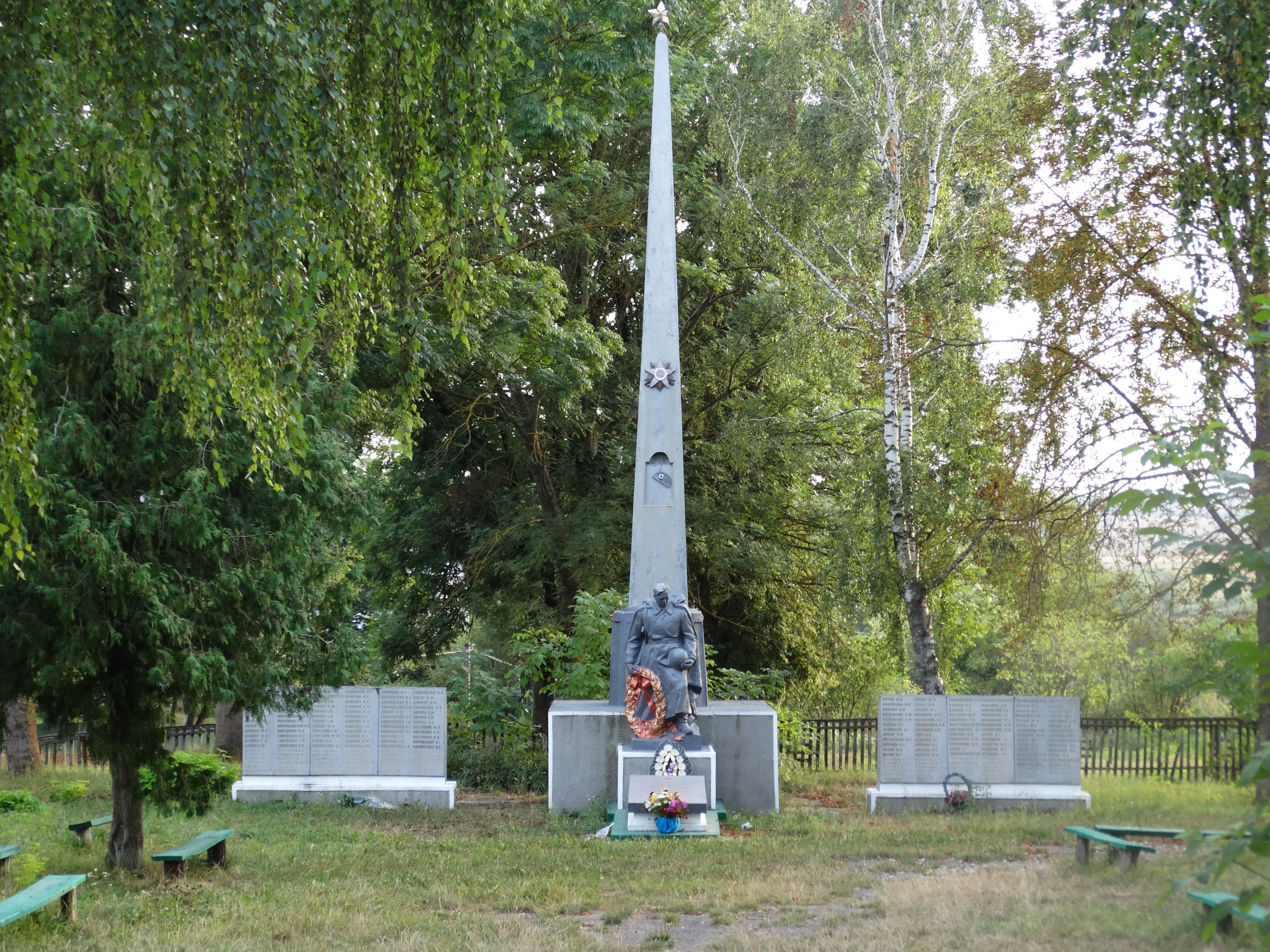
Братська могила радянського воїна і партизана Пам'ятний знак на честь воїнів-односельчан

Можна припустити, що з часом поселення почало розвиватися і поширюватися навколо нашої височини. На височинні жила перша і багатша частина людей, які можливо навіть називали височину містом, що також могла бути обгородженою територією. У селах біля Смотрича та Камянця-Подільського до теперешніх часів кажуть: «Йду на місто» — тобто в центр села.
Цікаве також те, що до сьогоднішніх часів певна частина села Яромирка, яка розташована із західної сторони, поміж жителями села має назву ЗАМІЩИНА, тобто ніби від слова ЗА МІСТОМ. Отже таке припущення могло би бути правдивим. Також здається правдивим те, що через село пролягала дорога з Сатанова до Карабчиєва (городища, що в давні часи виконувало оборонні функції на Поділлі, але після татаро-монгольської навали втратило своє стратегічне значення), а там — до Смотрича, Кам'янця-Подільського, Бакоти. Дорога мала би пролягала яром, що в давні часи означало безпечнішу та захищенішу подорож.
У зв'язку з тим можна би було витлумачити назву Яромирка, яка згідно з легендою була місцем коло яру, або у ярі, і служила подорожнім як зупинка, відпочинок, чи ночівка. Отже можливо назва Яромирка дійсно походить від слова Яр або Яром. А де була дорога там і селилися люди. До сьогодні яр з річечкою, що ще не так давно називали Смотрицьким Рукавом, є заселеною територією, на якій розташовані села Завадинці, Сирватинці, Скіпче…
Сьогодні на нашій височині немає поселення, або інакше кажучи, не має поселення для живих. Сьогодні там цвинтар і панує там глибокий спокій. Чому на височини сьогодні цвинтар, а не поселення? На це питаннятеж можна би раціонально відповісти. На височині земля постійно в русі, тобто зсувається згори і будова в такому місці оселі була би не розважна, оскільки будинок довго би не встояв. От може і наші предки, зі збігом часу і накопленного досвіду, відмовилися від височини і використали її в інший, та практичніший спосіб, починаючи селитися на березі річки (яру) і господарюючи на родючій землі навколо.
Із розповідей людей, за сьогоднішніх часів під час копання могил на новому цвинтарі, який знаходиться на колишньому радгоспному полі (називаному місцевими жителями баштаном), тобто на нашій ніби легендарній височині, де ніколи не було нікого раніше хороненно, часом можна траппити на глибині на різні предмети, елементи посуду, цегли тощо. Так 2003 року на глибині 30-40 см було знайдено два скелети дуже високих людей, які лежали собі навхрест. Кількість зубів у черепах вказувала, що були це досить молоді люди. На жаль, скелети ніким не досліджувалися і були перезахоронені.
Якщо подивитись на мапу Яромирки з космосу то можемо побачити, що село розташоване вздовж річки Яромирки і зливається з другими селами, які простягаються вздовж річки аж до Смотрича.

### Друга версія появи села
Назва Яромирка появилася від монаха або бояра Яроміра, який започаткував поселення на річці, а люди на його честь назвали це поселення Яромиркою і почали заселювати територію навколо.
Ім'я Галицького князя Мстислава Удатного, який з 1219 р. почав правити регіоном Пониззя (сьогодні Поділля), в історичному літописі досить знане. За часів панування Мстислава бояри, які навчилися вміло маніпулювати князем, досить міцно стали на ноги. Після його смерті у 1228 р. почалася міжусобна війна в Галицько-Волинському князівстві. Її організували не брати князі, як це можна спостерігати в інших князівствах, а бояри, які не вважали князя Данила Галицького своїм господарем, а скоріше хотіли мати особу, яка буде слухатись їх, як Мстислав Удатний.
Якось скориставшись відсутністю в князівстві Данила Галицького, бояри, на чолі з боярином Судиславом, захопили міста Пониззя без його дозволу і почали, як вказує літописець, «землю гордвить» (ділити). Вони дійшли до того, що відкрито відмовилися коритися князівській владі. На думку відомого московського литуаніста В. Т. Пашута, у той час на Пониззі виникло антифеодальне повстання, спрямоване проти боярства. Оскільки правління на Пониззі Судислава досить таки підірвало авторитет місцевого боярства, яке грабувало смердів та інші верстви низів, то Данилові Галицькому не треба було великих зусиль для швидкої перемоги над боярами і наведення ладу на Пониззі (Поділлі).
Можливо, що в цьому періоді, коли земля і поселення були поділені між боярами, поселення Яромирка (мабуть кілька домів), дійсно потрапило у володіння бояра або якогось служителя церкви Яромира (назва би дійсно узгоджувалася з іменами людей того часу).
Серед жителів села донині існує назва «Ксьондзова долина»[недоступне посилання з червня 2019] щодо місцевості, яка розташована близько 3 км від села, убік села Лісоводи. Назва «Ксьондзова» може належала потім до пізнішого періоду, а саме до періоду панування Польщі на території Поділля, але цікаве є те, що нещодавно в названій долині сільським любитилем розкопок та пошуків середньовічних предметів було знайденно багато різних предметів з часів Київської Русі. На думку цього ж шукача було там поселення людей, а земля там і надалі приховує рештки нашого історичного минулого. Зі стратегічної точки зору долина розташована в чудовому місці, захищена лісом та природним ландшафтом.
Якщо пройтися від нашої долини 1-2 км вбік Городка, то натрапимо, піднявшись з долини, на дивні руїни в лісі. Величезні плити, які місцями завалилися, вказують на існування підземного ходу. Місце дивне ще й тим, що ніхто конкретно про нього нічого не може розповісти. Отже відповідь напрошується сама — руїни відносяться до досить давніх часів. Одні говорять, що була там колись дзвіниця, дзвін якої розносився навколо на 40 км, попереджуючи тим самим про наступ ворога. Тоді поселення в долині дійсно мало би рацію. Другі говорять про будівлю з часів імператора Марка Трояна (98-117 н. е.), тому що будівля розташована на дорозі Троянового Валу, який проходить у цьому місці — границі римської імперії, що на початку нашої ери сягала аж до цих земель. Могла би то бути і прикордонна вежа, з якої римляни спостерігалася ситуацію на кордоні. Напевно, розкопки могли б більше розповісти про стародавню будівлю, але поки що ніхто не зацікавився цією темою.
1966 року влада села постановила зменшити цвинтар і скоротити тим самим об'їзд до сусіднього села. Під час виконування робіт було знайдено золотий великий хрест і залишки шат священика. Хто то міг бути? Може власне то «Ксьондз», якому належала «Ксьондзова долина»[недоступне посилання з червня 2019]? Нині, мабуть, уже не знайдемо відповіді на це запитання, як і відповіді на те, де знаходиться тепер знайдений хрест. На сьогоднішній день на яромирському цвинтарі найстарша могила датується 1884 роком, тож можна тільки припускати, що знищена частина цвинтаря була дійсно першою, з якої можна було би багато дізнатися про жителів села, що жили у далекому минулому. Шкода тільки що не знайшлося в ті часи особи, яка би описала роботи зі скороченя цвинтаря, можливі знахідки та дату найстаршої могили. Був би то чудовий додаток до історії стародавнього села.

## Населення

### Мова
Розподіл населення за рідною мовою за даними перепису 2001 року:
| Мова            | Кількість | Відсоток |
| --------------- | --------- | -------- |
| українська      | 1061      | 99.25%   |
| російська       | 2         | 0.19%    |
| гагаузька       | 1         | 0.09%    |
| інші/не вказали | 5         | 0.47%    |
| Усього          | 1069      | 100%     |

## Відомі люди
- Куфльовський Валерій Іванович — видавець, літератор і краєзнавець, член Національної спілки краєзнавців України з 2020 року.
- Польовий Олександр Анатолійович  (1994-2025) — військовослужбовець Збройних сил України, учасник російсько-української війни.